# Franz Ernst (Mediziner)
Franz Ernst (* 24. Dezember 1887 in Ramsen, Rheinpfalz; † 22. Mai 1947 in Berlin) war ein deutscher Zahnarzt und Kieferchirurg.

## Leben
Nach dem Studium von 1908 bis 1911 in Berlin promovierte er kriegsbedingt erst 1921 mit einer mit sehr gut beurteilten Dissertation Zum prothetischen Ersatz bei Unterkieferresektionen unter besonderer Berücksichtigung der Totalexstirpation der Mandibula. Bereits drei Jahre später im Mai erfolgte seine Habilitation mit dem Thema Neue Wege chirurgischer Behandlung von Gaumenspalten zur Erlangung einer normalen Sprache. Diese Arbeit wurde von den Referenten August Bier und Schröder als hervorragende wissenschaftliche Leistung und grundlegende Neuerung auf diesem chirurgischen Gebiet beurteilt.
Von 1911 bis 1929 war Ernst Leiter der Abteilung für chirurgische Prothetik des Berliner Zahnärztlichen Institutes. Bereits im Laufe des Ersten Weltkrieges war Ernst Konsiliarius des Garde du Corps und des 3. Armeecorps und entwickelte zusammen mit Hermann Schröder ein Kriegsinstrumentarium zur Behandlung von Kieferfrakturen.
Nachdem er 1928 zum a. o. Professor ernannt worden war, verließ er im folgenden Jahr den Hochschuldienst und widmete sich fortan seiner bereits 1925 gegründeten Privatklinik in der Luisenstraße, wo er Kurse und Vorlesungen abhielt. Bereits 1921 hatte er ein Schnarniergelenk bei Unterkieferteilresektionen beschrieben, das er weiterentwickelte. Von ihm stammen auch die „Ernstschen Häkchen“, Drahthäkchen an Achterligatur zur provisorischen intermaxillären Verschnürung bei Kieferfrakturen. Ernst entwickelte auch die nach ihm benannte Gaumenplatte als postoperativen Wundschutz und zur Verhinderung von Narbenschrumpfung nach Gaumenspaltenoperationen. Ernst war Mitarbeiter beim ersten Band des Handbuchs der Zahnheilkunde.
1933 trat er der NSDAP bei und schloss sich auch der SS an.
Ernst erhielt von der schwedischen Regierung für seine Verdienste das Ritterkreuz des Vasa-Ordens 1. Klasse für Kunst und Wissenschaft. Außerdem erhielt er das EK 2 am weiß-schwarzen Bande und das Ehrenkreuz für Volksgesundheit 4. und 3. Klasse.
Ernst erwarb ein Landgut in Ferbitz bei Lengen an der Elbe zusammen mit einer großen Jagd. Hier empfing er viele Freunde wie Eugen Gengenbach (1898–1982) oder Prinz Louis Ferdinand von Preußen (1907–1994).

## Veröffentlichungen
- Zum prothetischen Ersatz bei Unterkieferresektionen unter besonderer Berücksichtigung der Totalexstirpation der Mandibula. Diss., Ebering, Berlin 1921.
- Zur Frage der Gaumenplastik. In: Zentralblatt der Chirurgie, 52 (1925), S. 454–470.
- Gaumenplastik. In: Archiv für klinische Chirurgie, 138 (1925), S. 170–176.
- Gaumenspalten und Hasenscharte. In: Neue deutsche Klinik, 3 (1929), Lief. 15, S. 642–649.
- Über die Erfolgsmöglichkeiten der chirurgischen Beseitigung der Hasenscharten und Gaumenspalten. In: Kinderärztliche Praxis, 5 (1934), S. 120–128.
- Über die Wahl der Methode und des Zeitpunktes zur Beseitigung von Gaumenspalte und Hasenscharte. In: Zentralblatt für Chirurgie, 68 (1941), S. 2311–2313.

Mitarbeiter
- Die chirurgischen Erkrankungen der Mundhöhle, der Zähne und Kiefer. In: Carl Partsch, Alfred Kantorowicz, Christian Bruhn (Hrsg.): Handbuch der Zahnheilkunde. 1. Band. J.F. Bergmann, München 1932.[3]